# Jean-Félix Adolphe Gambart
Pour les articles homonymes, voir Gambart.
Jean-Félix Adolphe Gambart (Sète, 12 mai 1800 - Paris, 23 juillet 1836) est un astronome français.

## Biographie
Gambart est né d'un père capitaine dans la marine. Son intelligence fut très tôt remarquée par Alexis Bouvard qui le persuada de s'orienter vers les métiers de l'astronomie. Il intégra alors l'effectif de l'Observatoire de Marseille en 1819, et en devint directeur en 1822.
Durant sa carrière il fit un grand nombre d'observations sur les satellites de Jupiter, et découvrit également 5 comètes. En 1832, il observa le transit de Mercure devant le Soleil, et nota que la planète apparaissait déformée à l'approche du bord du disque de l'étoile.
Gambart souffrait de tuberculose, et il mourut du choléra à Paris en 1836 à l'âge de 36 ans. 
En 1832, il reçut le Prix Lalande. Il reçut également la médaille de la London Astronomy Society pour ses calculs de l'orbite d'une comète. En 1935, l'Union astronomique internationale a donné le nom de Gambart à un cratère lunaire.